# Biretia
Biretia — вимерлий рід мавп Старого Світу, що належить до вимерлої родини Parapithecidae. Скам'янілості знайдені в пізньоеоценових шарах в Єгипті.
Першим відкриттям Біретії був один зуб, датований приблизно 37 млн років тому, який був знайдений у 1988 році на місці Бір-ель-Атер в Алжирі. Цей вид отримав назву Biretia piveteaui. У 2005 році було класифіковано два нових види, B. fayumensis і B. megalopsis. Обидва були виявлені в районі Birket Qarun Locality 2 (BQ-2), який розташований приблизно в 60 милях на південь від Каїра в єгипетській западині Фаюм.
Це дуже маленький антропоїд, він важив лише від 280 до, можливо, 380 грамів. Фрагменти щелепи свідчать про те, що у нього були дуже великі очі відносно розміру його тіла, що свідчить про те, що він вів нічний спосіб життя. Biretia є унікальним серед ранніх антропоїдів тим, що демонструє докази нічного способу життя, але похідні особливості зубів, спільні з молодшими парапітецидами, залучають цей рід і, можливо, 45-мільйонний вік Algeripithecus (Strepsirrhini), до морфологічно та поведінково різноманітної парапітекоїдної клади глибокої давнини.